# عمر بن عبدالعزیز
عمر بن عبدالعزیز (به عربی: عُمَر بن عَبد العَزيز بن مُروان بن الحَكَم بن أبي العاص الأُمَويُّ القُرَشيُّ) (از ۹۹–۱۰۱ ه‍. ق) هشتمین خلیفه از خلفای اموی است که برخی از اهل سنت از جمله ابن اثیر او را پنجمین خلیفه از خلفای راشدین دانسته‌اند.
عمر بن عبدالعزیز در سال ۶۸۲ میلادی/۶۱ هجری در مدینه زاده شد، نسبش به عمر بن خطاب می‌رسید، چرا که مادرش ام عاصم (لیلی) دختر عاصم بن عمر بود؛ او اصول دین و علوم فقه را از صالح بن کیسان در مدینه آموخت. پدرش عبدالعزیز بن مروان یکی از بزرگان بنی امیه بود.
عبدالعزیز بیش از بیست سال امارت مصر را بر عهده داشت؛ در مورد جریان ازدواج عبدالعزیز بن مروان آمده است که روزی به یکی از وزیران خود گفت: حدود چهارصد درهم از پاک‌ترین اموال من جمع‌آوری کن زیرا اراده ازدواج با خانوادهٔ دیندار و صالحی را دارم، بعد از تحقیق و تفحص با ام عاصم دختر عاصم بن عمر بن خطاب ازدواج کرد و از این پدر و مادر، عمر بن عبدالعزیز مجدد قرن اول متولد شد.
در کتاب خلاصه الحقایق آورده که: عمر عبدالعزیز را چهار دختر بود و وی به کعبه رفته بود، در منا این چهار دختر خود را به چهار پادشاه داد، یکی مادر ذوالنون مصری شد، یکی مادر بایزید بسطامی و یکی مادر شقیق بلخی و یکی مادر عبدالرحمن رازی .

## دوران خلافت

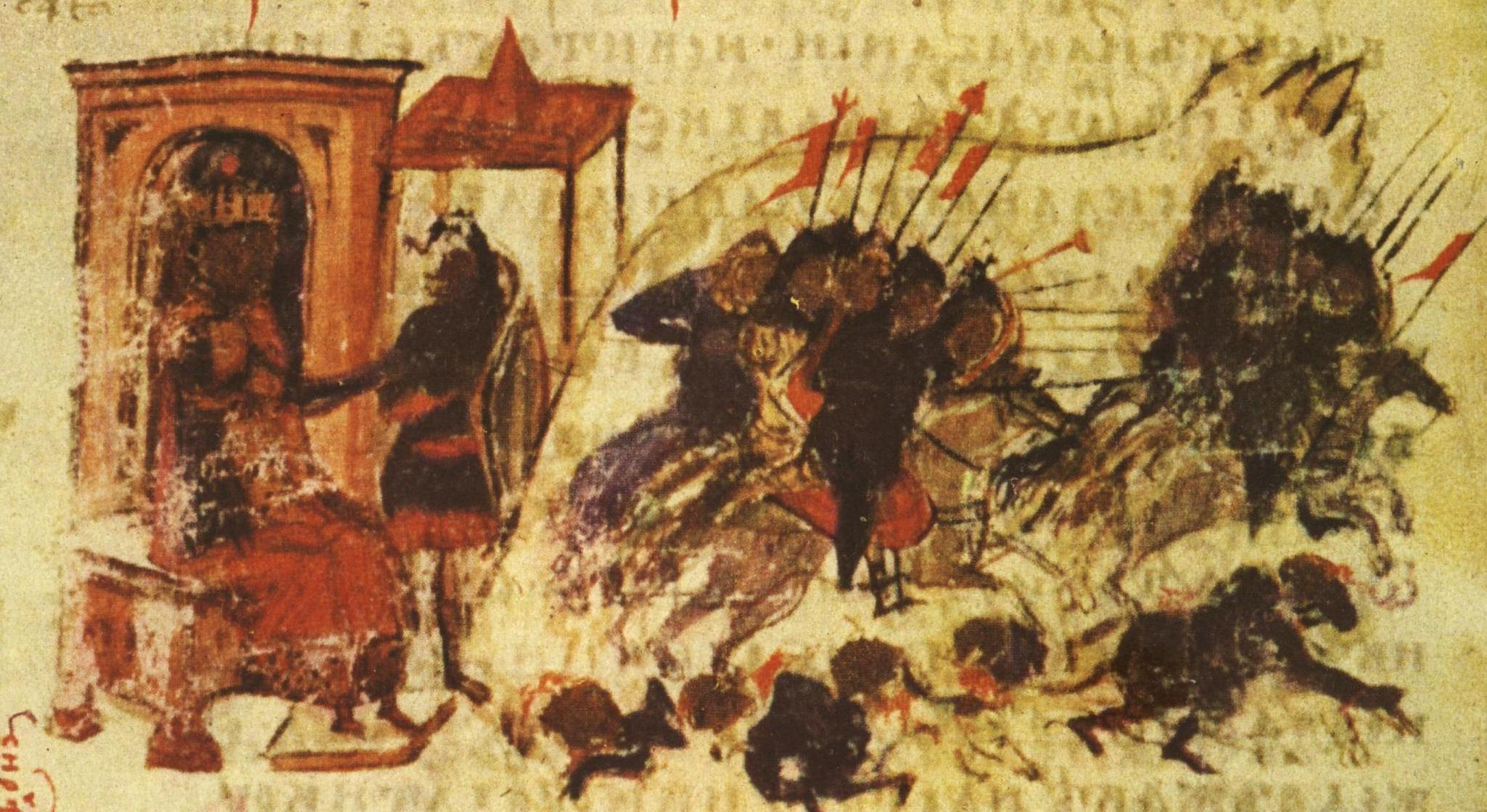
مینیاتوری از محاصره دوم قسطنطنیه توسط اعراب که در زمان عمر بن عبدالعزیز لغو شد.

سلیمان بن عبدالملک در سال ۹۹ هـ درگذشت و طی وصیت‌نامه‌ای عمر بن عبدالعزیز را به عنوان خلیفه منصوب کرد. عمر بن عبدالعزیز پس از برعهده گرفتن این مسئولیت، به مسجد رفته در آنجا سخنرانی کرد که خلاصه آن به این شرح است:
ای مردم! من به وسیله مقام خلافت مورد امتحان الهی قرار گرفته‌ام. اما در این مورد نه از من نظرخواهی شده و نه از شما مشورت گرفته شده است؛ لذا من شما را بر بیعت با خودم مجبور نمی‌کنم و شما هرکس را می‌خواهید خلیفه تعیین کنید.
در دوره وی ناسزا گفتن به علی بن ابی‌طالب منسوخ گردید. او جزیه ذمیان مسلمان شده را برداشت و مالیات ایرانیان را کاهش داد و وقتی دیگران از کاهش درآمد بیت المال سخن گفتند، گفت: خداوند پیغمبر خود را برای هدایت فرستاده است و نه برای جزیه گرفتن. وی نخلستان فدک را، در اختیار و مالکیت خاندان محمد بن عبدالله، پیامبر مسلمانان، قرار داد. به نظر می‌رسد تفاوت طرز فکر این خلیفه اموی با دیگر همتایان خویش نشات گرفته از معاشرت‌های مستمر وی با علماء و فضلا آن روزگار در شهر مدینه و تأثیرپذیری از باورها و افکار صلح جویانه آنان باشد؛ به نحوی که در زمان ولید بن عبدالملک، حجاج بن یوسف از تحمل عمر که والی مدینه بود برآشفت و موجبات عزل وی را در سال ۹۳ هجری قمری فراهم کرد.

## درگذشت
عمر بن عبدالعزیز در سن چهل سالگی، در روز جمعه ۲۰ ماه رجب سال ۱۰۱هـ، در شهر سمعان از بلاد شام درگذشت. آرامگاه وی در منطقه دیر شرقی واقع در جنوب شرق شهر معره نعمان در سوریه کنونی (استان ادلب) قرار دارد که بر فراز آن مسجدی بنا شده است. مسعودی در مروج الذهب تأیید کرده است که پس از تسلط بنی عباس بر بنی امیه، زمانی که قبر بسیاری از خلفای بنی امیه (من جمله یزید بن معاویه، عبدالملک بن مروان، ولید بن عبدالملک و…) توسط سپاه فاتح نبش شده و اجساد و استخوان‌های آن‌ها سوزانده شد، آرامگاه عمر بن عبدالعزیز دست نخورده باقی ماند و کسی متعرض آن نشد که دلیل آن به حسن شهرت وی در میان مردم بازمی‌گردد. پس از مرگ عمر بن عبدالعزیز، یزید بن عبدالملک جانشین وی شد.